# Cristina Anghelescu
Cristina Anghelescu (* 22. Februar 1961) ist eine rumänische Geigerin.

## Leben und Wirken
Anghelescu entstammt einer Musikerfamilie und erhielt ihren ersten Violinunterricht von ihrem Vater Aurelian Anghelescu. An der Musikakademie Bukarest studierte sie bei Ștefan Gheorghiu. Seit 1990 ist sie Soloviolinisten des Rumänischen Rundfunkorchesters. Sie trat als Gastsolistin mit verschiedenen Sinfonieorchestern u. a. in London, Berlin, Moskau, Dresden, Prag, Madrid, Helsinki, Bratislava und Caracas, im Nahen Osten, Taiwan, Thailand, Nord- und Südamerika auf und arbeitete mit Dirigenten wie Leif Segerstam, Jukka-Pekka Saraste, Sergiu Comissiona und Erich Bergel zusammen. Sie war Teilnehmerin des Prager Frühlings und des Musikfestivals Helsinki und gewann mehrere Preise bei Musikwettbewerben, darunter den 4. Preis beim Tschaikowski-Wettbewerb 1986 und den 2. Preis bei der International Jean Sibelius Violin Competition 1990. Auf CD spielte sie u. a. Violinkonzerte von Tschaikowski, Mendelssohn Bartholdy und Vivaldi und die beiden Konzerte des Briten George Lloyd ein.

## Weblink
- Homepage von Cristina Anghelescu (englisch)

## Quelle
- Radio Romania - Soloists - Cristina Anghelescu

| Personendaten    | Personendaten        |
| ---------------- | -------------------- |
| NAME             | Anghelescu, Cristina |
| KURZBESCHREIBUNG | rumänische Geigerin  |
| GEBURTSDATUM     | 22. Februar 1961     |